# Distributism
Distributismul  este o doctrină social-economică născută în Europa la sfârșitul secolului XIX și începutul secolului XX, pe baza principiilor bisericii catolice, mai ales ale învățăturilor papei Leon al XIII-lea din enciclica „Rerum Novarum” și ale papei Pius al XI-lea din enciclica „Quadragesimo Anno”.
Conform doctrinei distributiste, dreptul la proprietate privată este un drept fundamental  iar mijloacele de producție ar trebui să fie cât mai larg răspândite între membrii societății, în loc să fie centralizate sub controlul statului (Comunism) sau al câtorva persoane (capitalism). Așadar, distributismul promovează o societate bazată pe răspândirea largă a proprietății private și, conform economistului australian Race Mathews, un astfel de sistem este esențial pentru crearea unei societăți juste.
Distributismul a fost adesea prezentat în contrast atât cu socialismul cât și cu capitalismul, considerate de distributiști a fi minate de deficiențe și exploatare. Thomas Storck afirmă că „atât socialismul cât și capitalismul sunt produsul Iluminismului european și de aceea sunt forțe modernizatoare și antitradiționaliste. În schimb, distributismul caută să subordoneze activitatea economică vieții umane în ansamblu, vieții noastre spirituale, intelectuale și familiale”.
Unii văd distributismul mai mult ca o aspirație, care a fost aplicată cu succes pe termen scurt prin respectarea principiilor de subsidiaritate și solidaritate (acestea fiind încorporate în cooperative și mici afaceri de familie  locale, independente financiar), deși susținătorii dau ca exemple istorice a viabilității pe termen lung a distributismului perioade precum Evul Mediu. O influență deosebită în dezvoltarea teoriei distributiste au avut scriitorii britanici G. K. Chesterton și Hilaire Belloc, doi dintre primii și cei mai influenți suporteri ai distributismului.

## Introducere
Perioada de la mijlocul până la sfârșitul secolului al XIX-lea a fost o periodă de dezvoltare a catolicismului politic în Europa. Conform istoricului Michael A. Riff, o trăsătură comună acestor mișcări a fost opoziția nu numai la secularism, dar și la capitalism și socialism. În anul 1891 papa Leon al XIII-lea a promulgat enciclica „Rerum Novarum”, în care vorbește despre „sărăcia și suferința injustă care apasă atât de greu pe majoritatea celor ce muncesc” și a arătat cum „un număr mic de oameni foarte bogați” au fost în stare să „pună un jug, cu puțin mai bun decât sclavia, pe mulțimea oamenilor săraci și muncitori”. Encíclica susține că este un drept al tuturor oamenilor să fie proprietari, că este necesar să existe un sistem care să permită „cât mai mult posibil oamenilor să devină proprietari”, datoria angajatorilor să asigure condiții de lucru în siguranță și salarii suficiente, și dreptul muncitorilor de a forma sindicate. Proprietatea comună și proprietatea de stat au fost în mod expres respinse ca metode de ajutor a celor sărmani.
Pe la începutul secolului al XX-lea, G. K. Chesterton și Hilaire Belloc au adunat împreună experiențele dispersate ale diferitelor cooperative și societați frățești din nordul Angliei, Irlandei și nordul Europei într-o ideologie politică coerentă care susținea în mod expres larga răspândire a proprietății private imobiliare și controlul industriei prin cooperative muncitorești și afaceri mici operate de proprietari. În Statele Unite ale Americii în anii '30, distributismul a fost subiectul a numeroase lucrări publicate de Chesterton, Belloc și alții în „The American Review”, editat și tipărit de Seward Collins. Extrem de importante între lucrările lui Belloc și Chesterton despre distributism sunt „The Servile State”, și „Outline of Sanity”.
Deși majoritatea susținătorilor ulteriori ai ideilor distributiste nu erau catolici, și de fapt mulți dintre ei erau foști socialiști radicali care au devenit deziluzionați de socialism, gândirea distributistă a fost adoptată de către Uniunea Muncitorilor Catolici, împreună cu ideile lui Dorothy Day și a lui Peter Maurin despre comunități locale independente. Distributismul de asemenea a influențat mișcarea Antigonish, care a înființat cooperative și a aplicat diferite metode de ajutorare a săracilor în provinciile canadiene maritime (New Brunswick, Nova Scotia, și insula Prince Edward). Aplicarea în practică a ideilor distributiste prin formarea de cooperative a fost documentată recent de Race Mathews în cartea sa  „Jobs of Our Own: Building a Stakeholder Society”.

## Poziția în spectrul politic

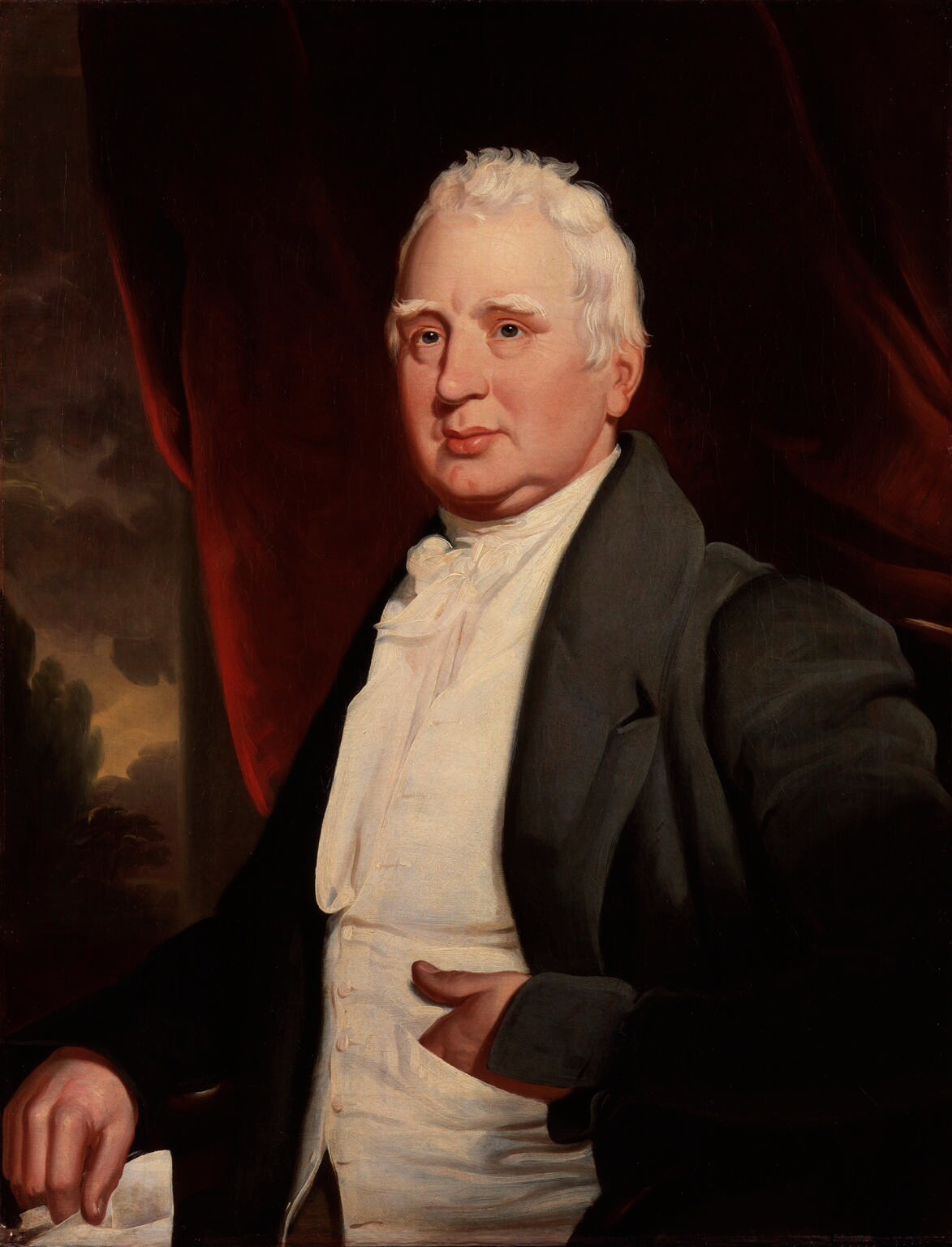
Viziunea sociale a lui William Cobbett la influențat pe Chesterton.

În comparație cu alte filozofii sociale, poziția distributiștilor este într-o oarecare măsură paradoxală și complicată. Puternic înrădăcinată într-un model organic influențat puternic de catolicismul englez, promovând valori culturale traditionale și agrariane, fiind o provocare directă a istoriei liberale (în engleză Whig history) — Belloc a fost cu toate acestea un membru al partidului liberal în parlamentul britanic iar Chesterton a afirmat odată „Pe cât de mult am crezut, mai mult decât orice altceva, cred în Liberalism. Dar a fost vremuri ale inocenței când am crezut în liberali.” Această formă de liberalism este diferită de majoritatea formelor moderne, fiind influențată de William Cobbett și John Ruskin, care au combinat elemente ale radicalismului, atacând status quo-ul dintr-o perspectivă renovatoare, nu revoluționară; ei se considerau că restaurează Angliei și poporului englez libertățile tradiționale pierdute de la revoluția Industrială.
Deși unele caracteristici distributiste converg cu anumite elemente conservatoare (în engleză Toryism) tradiționale, în special o apreciere a Evului Mediu și a societății organice, sunt câteva puncte complet diferite. Pe când mulți conservatori (în engleză Tories) erau ferm opuși reformei, în anumite situații distributiștii au văzut  opunerea la reformă nu ca o păstrare a tradițiilor legitime englezești dar, în multe cazuri, întărind erori și inovații dăunatoare. Belloc s-a opus în mod foarte explicit Protestantismului ca idee precum și a separării lui de Biserica Catolică, considerând divizarea creștinismului din secolul al XVI-lea, ca unul din cele mai dăunatoare evenimente din istoria Europei. Pe de altă parte, unii conservatori au fost chiar foarte intransigenți față de cei care nu acceptau Biserica Anglicană ca biserică de drept, și au respins cu dispreț principiile ultra-regaliste și recunoașterea inițiala acordată regelui Iacob al II-lea al Angliei.
Majoritatea lucrărilor lui Dorothy L. Sayers cu tematică socială și economică au legătură cu distributismul, deși ea niciodată nu s-a declarat adeptă a lui. Dacă ea a fost influențată de distributism, sau dacă a ajuns la concluzii similare pe cont propriu; ca Anglican, argumentarea pe care o aduce are rădăcinile în învațătura teologică a creației și încarnării, și ca urmare este într-o oarecare măsură diferită de cea a lui Chesterton și Belloc.

## Teoria economică

### Proprietatea privată

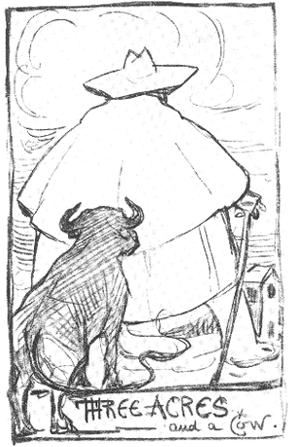
Autoportret G. K. Chesterton bazat pe sloganul distributist „Trei acri și o vacă”.

In cadrul unui astfel de sistem, majoritatea oamenilor și-ar câștiga existența fără a fi nevoie să se bazeze pe folosirea proprietății private a altora. Exemple de oameni câștigându-și existența în felul acesta ar fi fermierii care posedă pământul și mașinile agricole, instalatorii care poseda uneltele lor, dezvoltatorii de software care au calculatoarele lor, etc.  Noțiunea de „cooperativă” merge mai departe decât acest punct de vedere și consideră că astfel de proprietăți și echipamente pot fi deținute în comun de către comunități locale mai mari decât o familie, de exemplu parteneri de afaceri.
In Rerum Novarum, papa Leo XIII afirmă că oamenii sunt înclinați să lucreze cu mai mult elan și dăruire dacă ei sunt proprietarii pământului pe care îl lucrează, și ca urmare vor beneficia ei și familiile lor, fiind în stare să-și câștige existența prin munca lor. Papa avansează ideea ca atunci când oamenii au posibilitatea să posede pământ și sa-l lucreze, ei vor "învăța să iubească solul care produce recolta ca urmare a muncii mâinilor lor, o recoltă nu doar ca să aibă ce să mănânce, ci o abundență de bunătăți pentru ei și cei dragi lor.”  De asemenea, el afirmă că posedând proprietate este benefic nu numai pentru proprietar și familia lui, dar de fapt este un drept, deoarece Dumnezeu „...a dat pământul pentru folosul și beneficiul întregii omeniri”.
Puncte de vedere similare sunt prezentate de către G.K. Chesterton în cartea sa din 1910 What’s Wrong with the World.  Chesterton crede că în timp ce Dumnezeu are capacități nelimitate, omul are o abilitate limitată din punct de vedere al creației. În consecință omul are dreptul să aibă proprietate și să o folosească așa cum crede de cuviință. El afirma „Proprietatea este pur și simplu arta democrației. Aceasta înseamnă că fiecare om ar trebui să aibă ceva care să poată modela cu propria sa imagine, așa cum el este modelat după imaginea cerului. Dar deoarece omul nu este Dumnezeu, ci numai o imagine gravată a lui Dumnezeu, modul său de exprimare este constrâns de limitări; limitări corespunzătoare care sunt stricte și chiar mici.” Chesterton a sintetizat punctul său de vedere asupra distributismului prin expresia „Trei acri și o vacă”.
Conform lui Belloc, statul distributist (status care a implementat distributismul) are „o aglomerație de familii cu nivele diferite de bogăție, dar de departe cu cel mai mare număr de proprietari ai mijloacelor de producție.” Această largă distribuire a proprietății nu include toată proprietatea, ci numai proprietatea productivă care este proprietatea ce creează bogăția, adică cele necesare omului să supraviețuiască. Aceasta include  pământul, sculele, și așa mai departe.

### Sistemul de bresle
Sistemul economic imaginat ce către gânditorii distributiști timpurii implică întoarcerea la un fel de sistem de bresle. Existența sindicatelor de astăzi nu constitue o împlinire a acestei laturi a sistemului distributist economic deoarece sindicatele muncitorești sunt organizate pe clase sociale și promovează interesele de clasă și frecvent, lupta de clasă, în timp ce breslele sunt formate atât din angajatori cât și din angajați, cooperând împreună cu avantaj reciproc, și promovând astfel colaborarea de clasă.

### Bănci
Distributismul susține desființarea sistemului actual de bănci private, sau mai exact a perceperii dobânzii ca sursă generatoare de profit. De exemplu, Dorothy Day a propus abolirea legislației care obligă plata dobânzii în contracte (Cămătărie). Procesul nu ar implica naționalizare dar e posibil să necesite ceva intervenție governamentală. Distributiștii au o părere favorabilă despre cooperativele de credit, considerându-le o alternativă de preferat băncilor.

### Legislația anti-monopol
Distributismul se pare că a avut una din cele mai puternice influențe ale sale în legislația anti-monopol în America și în Europa, legislație concepută să spargă monopolurile și concentrația excesivă a puterii de piață în una sau câteva companii, trusturi, sau carteluri.  Întruchipând filozofia lui Chesterton prezentată anterior, aceea că prea mult capitalism înseamnă prea puțini capitaliști, nu prea mulți, sistemul legislativ anti-monopol în SUA este extensiv și urmărește să prevină concentrația de putere de piață în prea puține mâini într-o anume industrie. Un exemplu cum distributismul și-a gasit calea în legislația SUA este impunerea ca nici o companie să nu aibă un procent de piață prea mare, în nici o piață.  Ipoteza pe care se bazează aceasta legislație este ideea că o activitate economică descentralizată, fomată din mulți participanți diferiți într-o industrie este mai bine pentru economie decât să aibă unul sau numai puțini jucători mari în orice industrie.  (De remarcat că reglementările anti-monopol iau în considerație situațiile cănd numai companiile mari sunt viabile datorită naturii unei industrii, dar favorizează să fie participanți mai mulți, oricând este posibil.)

## Teoria socială

### Familia
Distributismul vede familia formată din doi parinți și copiii lor ca fiind elementul social central al ordinii umane și reprezintă elementul de baza al unei societăți funcționale și al civilizației distributiste. Familia este de asemenea baza familiei lărgite, cuprinzând mai multe generații, care este încorporată, atât social cât și genetic, în comunități interconctate, națiuni, etc., și în final în întregul trecut, prezent și viitor al familiei umane. Ca urmare, sistemul economic al unei societăți ar trebui să se concentreze în primul rând pe prosperitatea familiei ca element de bază, dar nu în cadru izolat: ci la un nivel adecvat al contextului familial, așa cum presupune principiul subsidiarității. Aplicarea acestei doctrine este evidentă în modul cum distributismul promovează familia și nu persoana ca model de bază de proprietar. În consecința distributismul se străduie ca majoritatea proprietarilor mijloacelor de producție să fie mai degrabă familii decât persoane individuale. Așadar familia este de o importanță vitală pentru esența gândirii distributiste.

### Subsidiaritate
Distributismul pune un mare accent pe principiul subsidiarității.  Acest principiu spune că acțiunile care pot fi efectuate de o unitate (socială, economică, ori politică) mai mică nu trebuie să fie efectuate de o unitate mai mare.  Papa Pius al XI-lea, în „Quadragesimo Anno”, a oferit formularea clasică a acestui principiu:  „Așa cum este deosebit de greșit să iei de la individ activitatea care poate să o realizeze cu mijloacele și inițiativa proprie și să o încredințezi comunității, de asemenea este nedrept și în același timp un mare rău și o tulburare a ordinii adevărate ca să mandatezi o organizație mai mare, sau cu rang mai înalt, cu ce ar putea să facă și o organizație mai maruntă și subordonată.”  Astfel, orice activitate de producție (pe care distributismul o consideră cea mai importantă parte a oricărei economii) trebuie să fie efectuată de către cea mai mică unite posibilă.  Aceasta ajută să susțină argumentul distributismului că unități mai mici, familia în măsura în care este posibil, trebuie să controleze mijloacele de producție, în loc de unitățile mari așa cum este tipic în economiile moderne.
Papa Pius al XI-lea a spus în plus, tot în „Quadragesimo Anno”, „orice activitate socială ar trebui prin natura sa să ofere ajutor membrilor entității sociale, și niciodată să nu-i distrugă sau să-i absoarbă.” Pentru a preveni organizațiile  private mari de a domina politic, distributismul aplică acest principiu al subsidiarității la acțiuni atât economice cât și sociale și politice.
Esența subsidiarității este exprimată concis în proverbul Chinezesc „Dă-i cuiva un pește și o să-l hrănești pentru o zi, învață pe cineva să pescuiască și-l hrănești pentru o viață”.

### Securitatea socială
Distributismul favorizează eliminarea securitații sociale în baza faptului că face oamenii mai dependenți de statul înrobitor (în engleză The Servile State). Distributiști precum Dorothy Day nu au fost în favoarea programului de securitate socială „Social Security” când a fost introdus de guvern în Statele Unite ale Americii. Respingerea acestui program a fost datorată influenței directe pe care ideile lui Hilaire Belloc au avut-o asupra distributiștilor Americani.

### Societate de artizani
Distributismul promovează o societate de artizani și cultură. Aceasta este datorată accentului pus pe afaceri mici, promovarea culturii locale, și favorizarea producției mici față de producția în masă capitalistă. O societate de artizani promovează idealul distributist al unificării capitalului, proprietății și producției în locul a ceea ce distributismul vede ca o alienare socială a omului prin muncă.
Totuși aceasta nu sugerează că distributismul este în favoarea unui regres tehnologc către stilul de viață anterior revoluției industriale, doar mai multă stăpânire local a fabricilor și a altor centre industriale. Produse precum alimentele și îmbrăcămintea este preferabil să fie create de producătorii și artizanii locali înloc să fie produse în masă în alte locuri.

## Teoria Geopolitică

### Orientarea politică
Distributismul nu favorizează un anume sistem politic. În timp ce unii distributiști, precum Dorothy Day, au fost anarhiști, trebuie amintit că majoritatea distributiștilor adepți ai lui Chesterton se opun chiar și ideii de anarhism. Chesterton credea că distributismul ar beneficia de la disciplina pe care o impune o analiză teoretică, și că distributismul ar trebui considerat ca un concept larg care poate să cuprindă diferite interpretări și puncte de vedere. Acest concept ar trebui să se potivească într-un sistem politic caracterizat în general printr-o largă participare a populației în proprietatea asupra mijloacelor de producție.

### Partidele politice
Distributismul nu suportă în mod special nici un partid major, în nicio parte a lumii, dar a influențat partidele creștin-democratice în  Europa continentală și Partidul Democrat al Muncii (Democratic Labor Party) în Australia. Ross Douthat și Reihan Salam văd lucrarea lor Grand New Party, un plan pentru refacerea partidului Republican în SUA, ca „o carte scrisă în tradiție distributistă.”

### Războiul
Distributiștii în general folosesc teoria războiului drept (în engleză Just War Theory) ca să determine dacă un război ar trebui purtat sau nu. Poziția istorică a gânditorilor distributiști oferă o înțelegere a poziției distributiste față de război. Atât Belloc, cât și Chesterton s-au opus imperialismului britanic în general și în special au fost împotriva celui de al Doilea Război al Burilor, dar au suportat implicarea Marii Britanii în Primul Război Mondial.
Pe de altă parte, distributiști proeminenți precum Dorothy Day și membrii Uniunii Muncitorilor Catolici au fost și sunt strict pacifiști, mergând până la condamnarea paricipării în Al Doilea Război Mondial, fapt pentru care au avut de suferit personal.

## Influențe

### E. F. Schumacher
Se știe că economistul E. F. Schumacher a fost in influențat de distributism.

### Corporația Cooperativa Mondragon
Corporația Cooperativa Mondragon cu sediul în Țara Bascilor, regiune autonomă în nordul Spaniei, a fost începută de către preotul catolic, părintele José María Arizmendiarrieta, care se pare că a fost influențat de aceleași învățături sociale și economice ale bisericii catolice care i-au inspirat pe Belloc, Chesterton, McNabb și alți fondatori ai distributismului.

### Breasla Sfantul Iosif și Sfantul Dominic
Ideile distributiste au fost puse în practică de Breasla Sfantul Iosif și Sfantul Dominic, un grup de artiști și artizani care au format o comunitate în Ditchling, Sussex, Anglia, în anul 1920, cu motto-ul „Barbați bogați îin virtute studiind frumusețea trăind o viață pașnică în casele lor”. Bresla urmărea să recreeze un stil de viața medieval idealizat conform mișcarii artistică „Arts and Crafts”; a  supraviețuit aproape 70 de ani, până în 1989.

## = Societatea Mare=
Societatea Mare a fost idea politică principală a partidul Conservator britanic la alegerile generale din 2010. Unii Distributiști consideră că propaganda pentru această campanie politică a fost influențată de aforismele ideologiei Distributiste și promovează Distributismul. Acuma este parte din programul legislativ al coalitiei Conservatori – Liberal Democrați. Scopul declarat este "de a crea un climat care împuternicește populația și communitățile locale, creând o societate mare care va „lua puterea de la politician și o va da oamenilor'.".

## Distributiști timpurii
- Herbert Agar
- L. Brent Bozell, Jr.
- Cecil Chesterton
- Seward Collins
- Dorothy Day[34]
- J. P. de Fonseka
- Eric Gill
- Douglas Hyde
- Vincent McNabb
- Arthur Penty
- Hilary Pepler
- William Purcell Witcutt

## Distributiști contemporani
- Dale Ahlquist[35]
- Justin Barrett
- Phillip Blond[36]
- Allan C. Carlson
- Charles A. Coulombe
- Christopher Ferrara
- Bill Kauffman
- Race Mathews
- John Médaille[37]
- Joseph Pearce
- John Peterson[38]
- John Sharpe
- Thomas Storck[39]
- John Carson

## Distributiști români
- Călin Georgescu[40]

## Lucrări de referință
- Rerum Novarum (1891) papal encyclical by Pope Leo XIII
- Quadragesimo Anno (1931) papal encyclical by Pope Pius XI
- Centesimus Annus (1991) papal encyclical by Pope John Paul II
- What's Wrong with the World (1910) Arhivat în 11 mai 2004, la Wayback Machine. by G. K. Chesterton.  ISBN 0-89870-489-8.  Etexts
- The Outline of Sanity (1927) by G. K. Chesterton
- Utopia of Usurers (1917) by G. K. Chesterton
- The Servile State (1912) by Hilaire Belloc
- An Essay on The Restoration of Property by Hilaire Belloc. ISBN 0-9714894-4-0.
- Race Matthews 1999 "Jobs of Our Own" Pluto Press (Australia) and Comerford and Miller (UK) joint publishers

## Lecturi recomandate
- Cooney, Anthony. Distributism. ISBN 0-9535077-2-6
- Kurland, Norman. The Just Third Way: Basic Principles of Economic and Social Justice Arhivat în 22 mai 2013, la Wayback Machine., Center for Economic and Social Justice
- Sagar, S. Distributism. ISBN 0-905109-20-1
- Shaw v Chesterton: a Debate between George Bernard Shaw and G. K. Chesterton. ISBN 0-9679707-7-6
- "Union Square Speech" Arhivat în 11 aprilie 2011, la Wayback Machine. by Dorothy Day
- Distributism as a means of achieving third way economics, un articol scris pentru „Secular Party of Australia” de Richard Howard, membru în „Humanist Society of New South Wales”
- Matthews, Race Jobs of Our Own Pluto Press (Australia) and Comerford and Miller (UK) joint publishers 1999